# Liste des mammifères en république démocratique du Congo
salut
Voici la liste des espèces mammifères signalées en république démocratique du Congo. Il existe 425 espèces de mammifères en république démocratique du Congo, dont 2 en danger critique d'extinction, 6 sont en danger, 21 sont vulnérables, et 35 sont quasi menacées.

## Statuts de la liste rouge de l'UICN
Les statuts de conservation utilisés par la liste rouge de l'UICN mondiale sont :
| (EX) | Éteint                  | Il n'y a pas le moindre doute sur le fait que le dernier spécimen recensé est mort.                                                                   |
| (EW) | Éteint à l'état sauvage | L'espèce est connue uniquement en captivité ou en tant que population naturalisée bien en dehors de son ancienne aire de répartition.                 |
| (CR) | En danger critique      | L'espèce risque prochainement de s'éteindre à l'état sauvage.                                                                                         |
| (EN) | En danger               | L'espèce fait face à un très gros risque d'extinction à l'état sauvage.                                                                               |
| (VU) | Vulnérable              | L'espèce fait face à un gros risque d'extinction à l'état sauvage.                                                                                    |
| (NT) | Quasi menacé            | L'espèce ne satisfait pas un ou plusieurs des critères prévus qui permettraient de la catégoriser, mais pourrait risquer de s'éteindre dans le futur. |
| (LC) | Préoccupation mineure   | Il n'y a pas de risque identifiable pour l'espèce. |
| (DD) | Données insuffisantes   | Il n'y a pas d'information adéquate qui permettraient de faire une évaluation des risques pour cette espèce.                                          |
| (NE) | Non évalué              | L'espèce n'a pas encore été confrontée aux critères précédents, n'est pas reconnue par l'UICN ou bien s'est éteinte avant le XVIe siècle.             |

Certaines espèces ont été évaluées en utilisant un ensemble de critères plus anciens. Les espèces évaluées utilisant ce système ont ce qui suit à la place de Quasi menacé et Préoccupation mineure :
| LR/cd | Risque faible/dépendant de mesures de conservation | Espèce bénéficiant d'un programme de conservation continue et qui pourraient basculer dans une catégorie de risque plus élevée si ce programme s'arrêtait. |
| LR/nt | Risque faible/Quasi menacé                         | Espèces qui sont proches d'être classées en tant qu'espèce vulnérable mais qui ne sont pas l'objet de programmes de conservation.                          |
| LR/lc | Risque faible/Préoccupation mineure                | Espèces pour lesquelles il n'y a pas de risques identifiés.                                                                                                |

## Sous-classe:Theria

### Infra-classe:Eutheria

#### Ordre:Afrosoricida(tanrecs et taupes dorées)
L'ordre des afrosoricidés comprend les taupes dorées d'Afrique méridionale et les tangues ou tanrecs de Madagascar et d'Afrique, deux familles de petits mammifères qui font partie traditionnellement de l'ordre des insectivores.
- -     - Famille : Tenrecidae (tanrecs)
      - Sous-famille : Potamogalinae
        - Genre : Micropotamogale
          - Micropotamogale de Ruwenzori Micropotamogale ruwenzorii NT

        - Genre : Potamogale
          - Potamogale Potamogale velox LC

    - Famille : Chrysochloridae
      - Sous-famille : Chrysochlorinae
        - Genre : Chrysochloris
          - Taupe dorée de Stuhlmann Chrysochloris stuhlmanni LC

      - Sous-famille : Amblysominae
        - Genre : Calcochloris
          - Taupe dorée du Congo Calcochloris leucorhinus DD

#### Ordre:Macroscelidea(rats à trompe)
Souvent appelés rats à trompe, les macroscélidés sont originaires d'Afrique méridionale. Leur nom vernaculaire est dû à leur museau flexible. 
- - Famille: Macroscelididae (rats à trompe)
    - Genre : Elephantulus
      - Macroscélide à nez court Elephantulus brachyrhynchus LC
      - Elephantulus fuscipes DD

    - Genus: Petrodromus
      - Petrodromus tetradactylus LC

    - Genus: Rhynchocyon
      - Rhynchocyon cirnei NT

#### Ordre:Tubulidentata(oryctéropes)

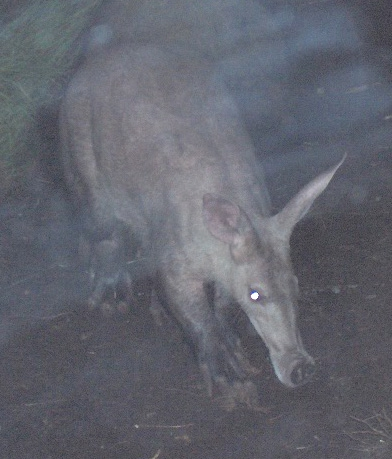
Oryctérope du Cap

L'ordre des tubulidentés est constitué d'une seule espèce, l'oryctérope. Les tubulidentés sont caractérisés par leurs dents de forme tubulaire dont le centre est occupé par un canal pulpal.
- Famille : Orycteropodidae
  - Genre : Orycteropus
    - Oryctérope du Cap Orycteropus afer LC

#### Ordre:Hyracoidea(damans)

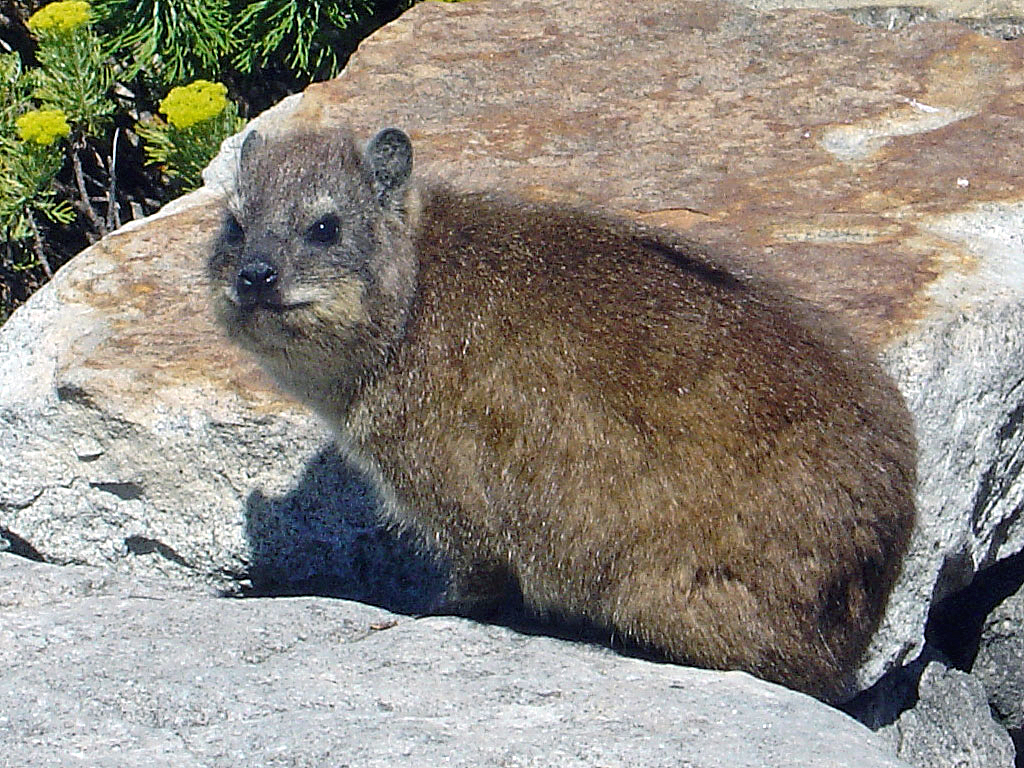
Daman du Cap

Les hyracoïdes est constitué de quatre espèces d'assez petits mammifères herbivores. 
- -     - Famille : Procaviidae (damans)
      - Genres : Dendrohyrax
        - Daman arboricole Dendrohyrax arboreus LC
        - Daman des arbres Dendrohyrax dorsalis LC

      - Genre : Heterohyrax
        - Daman de Rhodésie Heterohyrax brucei LC

      - Genre: Procavia
        - Daman du Cap Procavia capensis LC

#### Ordre:Proboscidea(éléphants)

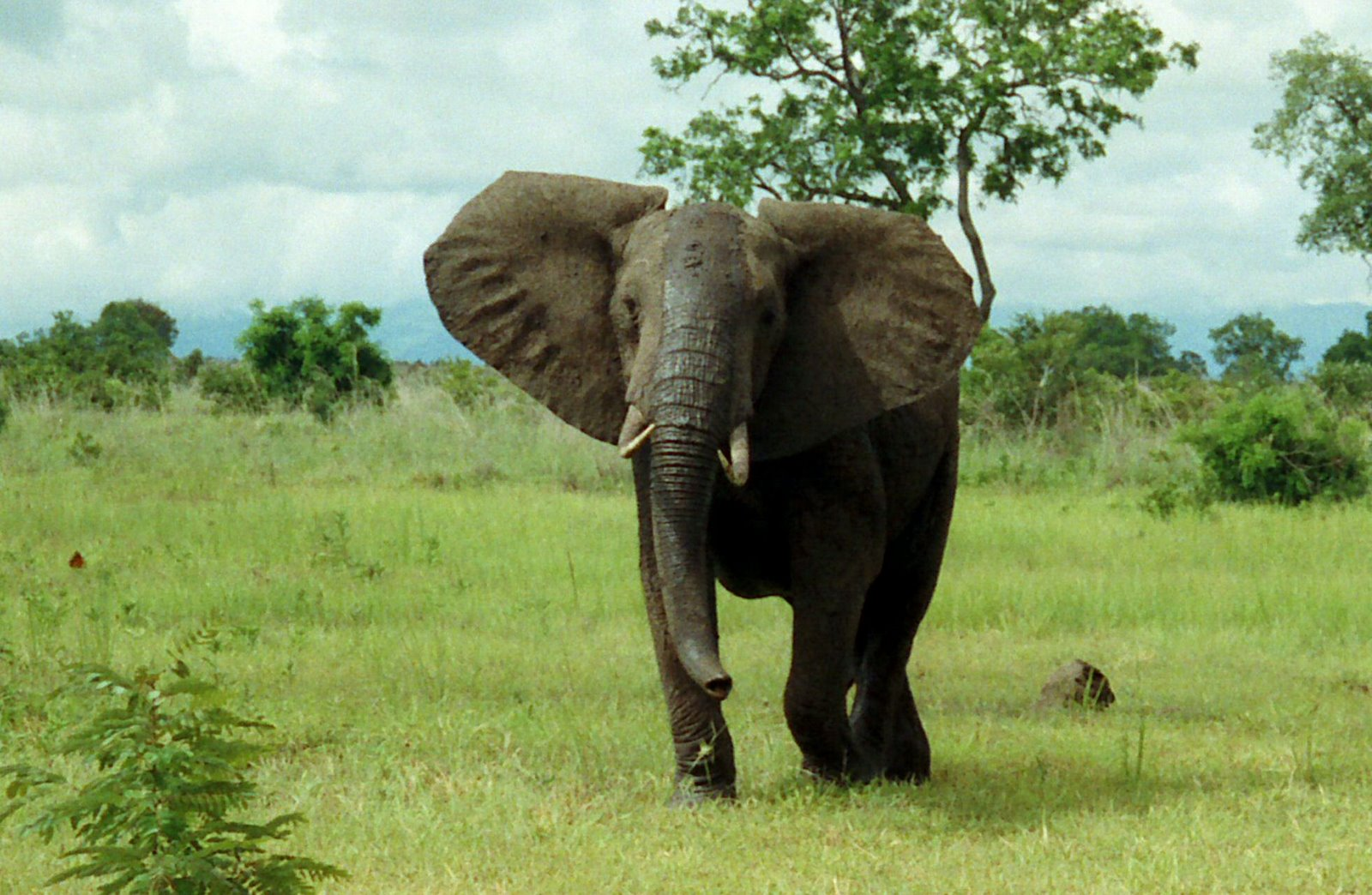
Éléphant de savane d'Afrique

Les éléphants comprend trois espèces et sont les plus grands animaux terrestres vivants.
- -     - Famille : Elephantidae (éléphants)
      - Genre : Loxodonta
        - Éléphant de savane d'Afrique Loxodonta africana VU
        - Éléphant de forêt d'Afrique Loxodonta cyclotis EN

#### Ordre:Sirenia(lamantins et dugongs)
Sirenia est un ordre de mammifères marins totalement adaptés à la vie aquatique et qui se rencontrent dans les rivières, les estuaires, les eaux côtières et maritimes, les marais, et les zones humides marines. Toutes les quatre sont menacées.
- Famille : Trichechidae
  - Genre : Trichechus
    - Lamantin d'Afrique Trichechus senegalensis VU

#### Ordre:Primates
- Sous-ordre : Strepsirrhini
  - Infra-ordre: Lorisiformes
    -       - Famille : Lorisidae (lorises, bushbabies)
        - Genre : Arctocebus
          - Arctocèbe doré Arctocebus aureus LR/nt

        - Genre : Perodicticus
          - Potto Perodicticus potto LR/lc

      - Famille : Galagidae
        - Genre : Galago
          - Galago de Demidoff Galago demidoff LR/lc
          - Galago du Congo Galago matschiei LR/nt
          - Galago moholi Galago moholi LR/lc
          - Galago du Sénégal Galago senegalensis LR/lc
          - Galago de Thomas Galago thomasi LR/lc

        - Genre : Otolemur
          - Galago à grosse queue Otolemur crassicaudatus LR/lc

        - Genre : Euoticus
          - Galago mignon Euoticus elegantulus LR/nt
- Sous-ordre: Haplorrhini
  - Infra-ordre: Simiiformes
    - Parvorder: Catarrhini
      - Superfamily: Cercopithecoidea
        - Famille : Cercopithecidae (Singes de l'Ancien Monde)
          - Genre : Allenopithecus
            - Cercopithèque noir et vert Allenopithecus nigroviridis LR/nt

          - Genre : Miopithecus
            - Talapoin Miopithecus talapoin LR/lc

          - Genre : Erythrocebus
            - Patas Erythrocebus patas LR/lc

          - Genre : Cercopithecus
            - Cercopithèque ascagne Cercopithecus ascanius LR/lc
            - Moustac Cercopithecus cephus LR/lc
            - Cercopithèque dryas Cercopithecus dryas DD
            - Cercopithèque à tête de hibou Cercopithecus hamlyni LR/nt
            - Cercopithèque de l'Hœst Cercopithecus lhoesti LR/nt
            - Cercopithèque à diadème Cercopithecus mitis LR/lc
            - Cercopithèque de De Brazza Cercopithecus neglectus LR/lc
            - Cercopithèque hocheur Cercopithecus nictitans LR/lc
            - Cercopithèque pogonias Cercopithecus pogonias LR/lc

          - Genre : Chlorocebus
            - Vervet Chlorocebus aethiops LR/lc

          - Genre : Lophocebus
            - Mangabey à joues blanches Lophocebus albigena LR/lc
            - Cercocèbe noir Lophocebus aterrimus LR/nt

          - Genre : Papio
            - Babouin anubis Papio anubis LR/lc
            - Babouin jaune Papio cynocephalus LR/lc

          - Sous-famille : Colobinae
            - Genre : Colobus
              - Guéreza d'Angola Colobus angolensis LR/lc
              - Guéreza du Kilimandjaro Colobus guereza LR/lc

      - Super-famille : Hominoidea
        - Famille : Hominidae (humans)
          - Sous-famille : Homininae
            - Tribu : Gorillini
              - Genre : Gorilla
                - Gorille de l'est Gorilla beringei FR
                - Gorille de l'ouest Gorilla gorilla EN

            - Tribu : Hominini
              - Genre : Pan
                - Bonobo Pan paniscus EN
                - Chimpanzé commun Pan troglodytes EN